# Могильов (хокейний клуб)
Хокейний клуб «Могильов» — хокейний клуб з м. Могильова, Білорусь. Заснований у 2000 році; у 2001—10 роках мав назву Хокейний клуб «Хімволокно». Виступає у Білоруській Екстралізі.
Срібний призер вищої ліги (2002), бронзовий призер вищої ліги (2003, 2005). Бронзовий призер СЕХЛ (2004).

## Історія
Хокейний клуб «Могильов» був створений у 2000 році. У жовтні 2000 року клуб під керівництвом колишнього воротаря збірної Білорусі Олександра Шумидуба дебютував в елітному дивізіоні чемпіонату Білорусі з хокею.
Основу команди становили вихованці хокейних шкіл «Юність» (Мінськ) і ДЮСШ (Гродно). 15 жовтня «Могильов» провів перший матч в історії чемпіонатів країни у Гродно, де був поступився майбутньому чемпіону «Німану» — 1:10. Першу шайбу команди провів захисник Андрій Башко, а першим вилученим з майданчика гравцем став Олександр Андрухович.
На власній арені команда вперше зіграла 21 жовтня — тоді «Могильов» вдома переміг СДЮШОР «Юність» із рахунком 4:1. Невдовзі у команди з'явився титульний спонсор — у січні 2001 року засновником клубу стало МПО «Хімволокно», після чого «Могильов» перейменували в «Хімволокно». Вперше під новою назвою клуб зіграв 31 січня у Вітебську проти місцевого «Хіміка-ШВСМ». «Хімволокно» поступився — 1:5.
У наступному сезоні 2001—02 «Хімволокно» під керівництвом Володимира Синіцина досягло найбільшого успіху — команда стала срібним призером чемпіонату Білорусі. Крім того, «Хімволокно» посів 1-е місце в групі «Б» першості Східноєвропейської ліги, встановивши рекорд за кількістю закинутих шайб у турнірі — 242.
У сезоні 2002—03 могильовський клуб, який очолював Олександр Зачесов, знову потрапив до числа призерів, фінішувавши на третьому місці 11-го чемпіонату Білорусі. Потім настав спад, як в грі, так, і в результатах. В сезоні 2003—04 «Хімволокно» посіло 6-е місце.
У листопаді 2003 року «Хімволокно» очолив російський тренер, у минулому нападник ЦСКА і збірної СРСР, Олександр Волчков. Під його керівництвом команда здобула право виступати в плей-оф, однак «Хімволокно» на першій ж стадії турніру поступився майбутньому чемпіону «Юності».
У сезоні 2004—05 «Хімволокно» знову стало призером чемпіонату країни, завоювавши бронзові медалі і пропустивши уперед лише мінські «Юність» і «Керамін».
У 14-му чемпіонаті країни (2005—06) «Хімволокно» не втримався на бронзовій позиції. Пробившись до плей-оф, могильовська команда знову зустрілась у півфіналі з «Юністю» і також програла. У матчі за 3-є місце «Хімволокно» поступився «Ризі-2000» і залишився четвертим.
13 жовтня 2010 року команда «Хімволокно» змінила назву на ХК «Могильов»

## Персонал
Адміністрація
- Олексій Мінкін — директор клубу
- Володимир Рубанов — начальник команди

Тренерський штаб
- Сергій Усанов — головний тренер
- Сергій Богайчук — тренер-адміністратор
- Микола Лугач — тренер-масажист
- Віктор Дєдков — тренер-механік
- Сергій Селіванов — тренер-оператор
- Ігор Генісьов — тренер з науково-медичної підготовки
- Геннадій Войтехович — тренер-лікар
- Олександр Гузій — тренер-масажист

## Досягнення
- Вища ліга/Білоруська Екстраліга:
  -  срібний призер (1): 2002
  -  бронзовий призер (2): 2003, 2005
- Східноєвропейська хокейна ліга:
  -  бронзовий призер (1): 2004